# José Felipe de Alcover y Sureda
José Felipe de Alcover y Sureda (Palma de Mallorca, 27 de mayo de 1903) fue un diplomático español.

## Biografía
José Felipe de Alcover y Sureda fue hijo de José Alcover Maspons, notario de  Palma de Mallorca  y de Dolores Sureda. 
Estudió en las universidades de Barcelona, Madrid y París.
Ingresa en la carrera diplomática en 1929.

Fue acreditado como Secretario de Tercera Clase en el Consulado General en Nueva York, en septiembre de 1929. Secretario de Segunda Clase en Bogotá y en Constanza (Rumania).
Por decreto del gobierno de la Segunda República Española del 11 de agosto de 1936 quedó
separado, entre muchos otros, de la carrera diplomática debido a su pública adhesión al nuevo régimen.
En septiembre de 1936 pasa a encargado de negocios, como representante de la  Junta de Defensa Nacional ante los gobiernos de Rumanía, Yugoslavia y Turquía.
En 1943 es designado cónsul en Casablanca.
Posteriormente fue secretario de la embajada en Roma.
Ascendió a consejero en 1949 y destinado a París en 1951.
En 1953 se le nombra director de Asuntos Políticos del Mundo Árabe, Próximo y Medio Oriente, en la Dirección
General de Política Exterior del Ministerio de Asuntos Exteriores.
En diciembre de 1953 fue designado cónsul general en Rabat.
En 1956 tomo parte en las negociaciones que condujeron a la declaración hispano-marroquí de 
independencia, el 7 de abril de 1956. Acompañó a Mohamed V durante su visita a Francisco Franco.
En agosto de 1956 fue designado como embajador en Rabat.
En la breve guerra de Ifni hubo un alto el fuego el 30 de junio de 1958 y Felipe Alcover fue sustituido por Cristóbal del Castillo Campos.
En agosto de 1958 fue designado embajador en El Cairo y ministro plenipotenciario en Sudán.

| Predecesor: Cónsul General en Rabat diciembre 1953 | Embajador de España en Rabat agosto 1956 - agosto 1958    | Sucesor: Cristóbal del Castillo Campos     |
| Predecesor: José del Castaño y Cardona             | Embajador de España en El Cairo agosto 1958 - agosto 1962 | Sucesor: Manuel Valdés Larrañaga           |
| Predecesor: Julio López Oliván                     | Embajador de España en Estocolmo junio 1964 - junio 1967  | Sucesor: Alfonso de la Serna y Gutiérrez   |
| Predecesor: Juan Pablo de Lojendio e Irure         | Embajador de España en Berna diciembre 1969               | Sucesor: Fernando Arias-Salgado y Montalvo |